# Vitória de Hesse-Rotemburgo
Ana Vitória Maria Cristina de Hesse-Rotemburgo (em alemão:  Anna Viktoria Maria Christina; Rotemburgo do Fulda, 25 de fevereiro de 1728 – Paris, 1 de julho de 1792), foi uma princesa de Hesse-Rheinfels-Rotemburgo por nascimento, e princesa de Soubise pelo seu casamento com Carlos, Príncipe de Soubise.

## Família
Vitória era a filha primogênita de José, Príncipe Hereditário de Hesse-Rotemburgo e de Cristina de Salm.
Os seus avós paternos eram o landegrave Ernesto Leopoldo de Hesse-Rotemburgo e Leonor de Löwenstein-Wertheim, que também eram pais rainha da Sardenha, Polixena, esposa do rei Carlos Emanuel III da Sardenha, tia de Vitória.
Os seus avós paternos eram Luís Otão, Príncipe de Salm e a princesa Albertina Joaneta de Nassau-Hadamar, uma bisneta do conde João VI de Nassau-Dilemburgo, que era irmão de Guilherme I, Príncipe de Orange.
Ela teve uma irmã, Maria Luísa Leonor, esposa de Frederico Ernesto Maximiliano, duque de Hoogstraeten, e mais uma irmã e irmão que morreram quando crianças.

## Biografia
Vitória se casou com Carlos, filho de Júlio, Príncipe de Soubise e de Ana Júlia de Melun, no dia 23 de dezembro de 1745, no Castelo de Rohan, na cidade de Saverne.
Ele já havia sido casado e enviuvado duas vezes antes; sua primeira esposa foi Ana Maria Luísa de La Tour de Auvérnia, e a segunda foi Ana Teresa de Saboia. Assim, Vitória tornou-se a madrasta de Carlota, princesa de Condé e de Vitória, a madame de Guémené, futura Governanta dos filhos do rei Luís XVI de França.
A princesa também era prima de primeiro grau do rei Vítor Amadeu III da Sardenha e de Maria Luísa de Saboia-Carignano, a princesa de Lamballe.
Assim com seu marido, Vitória tinha amantes. Em 1757, sob ordens do rei Luís XV, ela foi presa em Tournai, por supostamente ter roubado o equivalente a 90.000 libras francesas em joias do marido, para que pudesse fugir com o amante, o senhor de Laval-Montmorency.
O casal se separou, e os pais dela receberam uma pensão de 24.000 libras para levar Vitória, exilada da corte, para morar com eles em Echternach, na atual Luxemburgo.
Eles não tiveram filhos juntos. Vitória morreu aos 64 anos, em Paris, cinco anos após a morte de Carlos. 
Ela foi intitulada a Princesa Viúva de Soubise de 1 de julho de 1787 até a data de sua morte. 